# Серов, Владимир Георгиевич
Влади́мир Гео́ргиевич Серо́в (19 июля 1922, Курганная, Кубанская область — 26 июня 1944, Выборгский район) — участник Великой Отечественной войны, заместитель командира эскадрильи 159-го истребительного авиационного полка (275-я истребительная авиационная дивизия, 13-я воздушная армия, Ленинградский фронт), старший лейтенант. Герой Советского Союза.

## Биография
Родился 19 июля 1922 года в станице Курганная (ныне — город Курганинск Краснодарского края) в семье крестьянина. Русский.
Окончил 8 классов средней школы № 1 и аэроклуб в станице Лабинская (ныне город Лабинск). Работал разнорабочим.
В Красной армии с 1941 года. В том же году окончил Краснодарскую военную авиационную школу пилотов.
Служил в 16-м запасном авиационном полку. С апреля 1942 года Владимир Серов — в действующей армии, защищал небо Ленинграда. К апрелю 1944 года — заместитель командира эскадрильи 159-го истребительного авиационного полка (275-я истребительная авиационная дивизия, 13-я воздушная армия, Ленинградский фронт), совершил 203 боевых вылета, в 53 воздушных боях лично сбил 20 и в группе 6 самолётов противника.
Согласно документам Владимир Серов всего сбил 39 лично и 6 самолётов в составе группы. По некоторым данным и на памятнике Серову указывается цифра 47 сбитых самолётов.
26 июня 1944 года погиб в воздушном бою на Карельском перешейке в ходе Выборгской наступательной операции, в бою с группой вражеских самолётов, сбив 2 и совершив таран ещё с одним.
Похоронен в братской могиле в Зеленогорске.

## Награды
- Указом Президиума Верховного Совета СССР от 2 августа 1944 года старшему лейтенанту Серову Владимиру Георгиевичу присвоено звание Героя Советского Союза (посмертно).
- Награждён орденом Ленина, двумя орденами Красного Знамени, орденами Александра Невского, Отечественной войны 1-й степени и медалями, в числе которых «За оборону Ленинграда».

## Память
- Посёлок Ваммельсуу (на сегодняшний день — Курортный район города Санкт-Петербурга) переименован в посёлок Серово[3][4].
- В городе Курганинске установлены памятник и бюст Героя, мемориальные доски, его имя носят улица, школа и Дом пионеров.
- В Курганинском историческом музее хранятся материалы, посвящённые Герою.
- Начальником политотдела 13 воздушной армии Ленинградского фронта полковником Шаншашвили Д. Г. о В. Г. Серове написана книга «Владимир Серов», вышедшая в издательстве «Лениздат» в 1954 и 1958 годах.